# 第14回明治神宮国民練成大会
| 夏季大会 | 夏季大会                                  |
| -------- | ----------------------------------------- |
| 参加人数 |                                           |
| 競技数   | 2競技                                     |
| 開会式   | 8月21日                                   |
| 閉会式   | 8月22日                                   |
| 選手宣誓 | 天野富勝（水泳競技） 吉本善太（海洋競技） |
| 主競技場 | 明治神宮外苑水泳場 横浜市海洋道場         |
| 秋季大会 |                                           |
| 参加人数 |                                           |
| 競技数   | -                                         |
| 開会式   | 11月3日（全国大会） 11月7日（中央大会）   |
| 閉会式   | 11月3日（全国大会） 11月7日（中央大会）   |
| 選手宣誓 | 寺澤昌和（中央大会）                      |
| 主競技場 | 明治神宮外苑競技場                        |
| 冬季大会 |                                           |
| 参加人数 |                                           |
| 競技数   | -                                         |
| 開会式   | 2月27日                                   |
| 閉会式   | 2月27日                                   |
| 主競技場 | 長岡市悠久山公園雪滑場（中央会場）        |

第14回明治神宮国民練成大会（だい14かいめいじじんぐうこくみんれんせいたいかい）は1943年（昭和18年）から翌年にかけて開催された。

## 概要
戦局の深刻化に伴い、地方の選手を中央に動員することに伴う生産力、輸送力の影響が大きいことから、主催の厚生省は開催の是非を含めて関係各省と協議した。6月29日、厚生省は各地方長官に通牒し、これまでの地方大会にあたる全国大会を11月3日に全国各市区町村において各職域の健民会や隣組の健民部を動員して全国一斉に行うことになった。さらに夏季・秋季・冬季の中央大会と中央大会予選に当たる道府県大会を実施し、中央大会については戦局の動向をにらんで伸縮性をもたせて対応することになった。 
8月19日、大会総裁として高松宮宣仁親王を奉戴することになり、同月21日・22日に夏季大会が開催された。
秋季大会は結局、従来の競技中心の総合大会をやめ、前大会までの地方大会に当たる全国大会を11月3日に実施。中央会場の渋谷区会場（明治神宮外苑競技場）から全国放送での号令で全国一斉体操が行われ、さらに全国の市区町村会場で集団体操や戦時訓練が実施された 。11月7日、中央大会が明治神宮外苑競技場で開催。会場周辺の府県から一部の選手が出場し、代表的演技を行った 。
冬季大会は2月27日、新潟県長岡市悠久山公園の中央大会の他全国21府県にて一斉に行われた。秋季大会同様に、従来の競技中心を廃して集団訓練が中心の内容であった  。

## 会場
夏季大会
- 水泳競技: 明治神宮外苑水泳場
- 海洋競技: 横浜市海洋道場

秋季大会
- 全国大会: 渋谷区中央会場（明治神宮外苑競技場）を中心として全国各地
- 中央大会: 明治神宮外苑競技場

冬季大会
新潟県長岡市悠久山公園雪滑場（中央会場）他 全国21府県